# 官民追悼会
官民追悼会は1909年に大韓帝国政府が主要官吏たちを参席させて進行した伊藤博文追悼行事である。ソウル中区の奨忠壇で開かれ、奨忠壇追悼会とも呼ぶ。
1909年10月26日に伊藤が死亡した後、11月2日に官民追悼会実行委員が構成された。日本で開かれる11月4日の伊藤の国葬に合わせて、官民追悼会を同じ日に進行するためである。発起人は総理大臣李完用で、費用の用意など行事準備は内閣の各部官僚が担当した。
この行事の中心人物が漢城府民会（한성부민회）、大韓自強会、大韓協会（대한협회）、一進会など社会団体と密接な関係があったから、政府だけではなく社会各界を代表する象徴性があった。従って官民追悼会は「官民合同」で韓国人全体の総体的な哀悼が成り立っていることを対外に知らせる役割をした。
官民追悼会が開かれる日にはすべての官庁が休務したし、官衙の前には哀悼を意味する半旗がかかった. 学部大臣李容稙の訓令ですべての学校は休校して音楽も停止された。奨忠壇では官吏、軍人及び学生、一般人などが集まって追悼行事が開かれた。内閣代表である総理大臣李完用、宮内府代表である侍従院卿尹徳栄、漢城府民会代表尹孝定（윤효정）が追悼祭文を読んだ。

## 発起人
- 李完用 : 総理大臣
- 閔丙奭（민병석）：宮内府大臣
- 金允植：中枢院議長
- 朴斉純：内部（내부）大臣
- 高永喜：度支部（탁지부）大臣
- 趙重応：農商工部（농상공부）大臣
- 李容稙（이용직）：学部（학부）大臣
- 李秉武：親衛府（친위부）長官
- 趙民熙（조민희）：承寧府（승녕부）総管
- 尹徳栄：侍従院卿（시종원경）
- 兪吉濬：漢城府民会長

## 参考資料
- 친일인명사전편찬위원회 （2004年12月27日）. 《일제협력단체사전 - 국내 중앙편》. 서울: 민족문제연구소. ISBN 8995330724
- 임종국 （1991年2月1日）. 〈이또 죽음에 ‘사죄단’ 꾸미며 법석 떨어〉, 《실록 친일파》, 반민족문제연구소 엮음, 서울: 돌베개, 80～88쪽쪽. ISBN 8971990368